# Hadrocerus castaneipennis
Hadrocerus castaneipennis är en skalbaggsart som beskrevs av Guérin-Méneville 1830. Hadrocerus castaneipennis ingår i släktet Hadrocerus och familjen Melolonthidae. Inga underarter finns listade i Catalogue of Life.